# Franz Ludwig (Fußballspieler)
Franz Ludwig (* 6. Oktober 1952) ist ein vormaliger deutscher Fußballspieler.

## Sportlicher Werdegang
Ludwig schloss sich im Sommer 1979 vom bisherigen Ligakonkurrenten Viktoria Griesheim aus der Oberliga Hessen kommend  dem in die 2. Bundesliga Süd aufgestiegenen VfR Bürstadt an. In den ersten Spielen der Spielzeit 1979/80 noch Ersatzmann, etablierte er sich ab dem fünften Spieltag unter Aufstiegstrainer Fritz Fuchs als Stammspieler in der Defensive des Klubs und trug mit drei Saisontoren in 35 Meisterschaftsspielen zum Klassenerhalt auf dem 14. Tabellenrang bei. Auch in der folgenden Saison gehörte er mit 32 Saisonspielen zu den Dauerbrennern, auf dem 13. Tabellenplatz verpasste die Mannschaft jedoch aufgrund der Anrechnung der Ergebnisse der letzten drei Spielzeiten die Qualifikation für die eingleisige 2. Bundesliga. Als Vizemeister der Oberliga-Spielzeit 1981/82 verpasste die Mannschaft hinter dem FSV Frankfurt die Aufstiegsrunde zum möglichen direkten Wiederaufstieg, in der Deutschen Amateurmeisterschaft 1982 folgte bereits in der ersten Runde das Aus gegen die Reserve von Werder Bremen als späterem Finalisten. Mit nur einer Niederlage dominierte jedoch die Mannschaft die folgende Oberliga-Spielzeit und verpasste als Hessenmeister hinter den beiden Aufsteigern SSV Ulm 1846 und 1. FC Saarbrücken die Rückkehr in die Zweitklassigkeit. Als Titelverteidiger setzte er sich mit der von Horst-Dieter Strich trainierten Mannschaft um Mannschaftskapitän Gerhard Rohatsch, Tormann Kurt Kowarz, Ludwig Brenner, Willi Reuter und Erich Schmiedl im Sommer 1984 als Zweiter hinter dem FC 08 Homburg in der Aufstiegsrunde durch – mit seinem Treffer zum zwischenzeitlichen 2:2-Ausgleich beim 3:2-Heimerfolg gegen den Freiburger FC  war er maßgeblich daran beteiligt, dass der Konkurrent um vier Punkte distanziert wurde. Mit dem Aufsteiger, bei dem Lothar Buchmann das Traineramt zu Saisonbeginn übernahm, spielte er in der Zweitligasaison 1984/85 auf Anhieb gegen den Wiederabstieg. Trotz zwei Toren in 29 Spielen und den letzten fünf Saisonspielen ohne Niederlage verpasste er mit ihm den Klassenerhalt. Dabei übernahmen Reuter und er ab Ende März 1985 als Spielertrainer interimsweise weitere Verantwortung, als Buchmann von einer Vertragsoption Gebrauch machte und zum Bundesligisten Karlsruher SC wechselte. Kurze Zeit später übernahm Norbert Wagner, nach dessen Rücktritt im Mai Reuter und Ludwig die letzten Spiele wieder als Trainer begleiteten.
Inwiefern Ludwig, der insgesamt 96 Zweitligaspiele bestritten und dabei sechs Tore erzielt hatte, in der Folge noch für den Klub in der Oberliga Hessen auflief, geht aus der Datenlage nicht hervor.